# کوه واتسون (آلاسکا)
کوه واتسون (به انگلیسی: Mount Watson) یک کوه در ایالات متحده آمریکا است که در Glacier Bay National Park واقع شده‌است. کوه واتسون ۳٬۸۰۹٫۱۳ متر بالاتر از سطح دریا واقع شده‌است.